# Ahn Hyeon-beom
Ahn Hyeon-beom (kor. 안현범; * 21. Dezember 1994) ist ein südkoreanischer Fußballspieler.

## Karriere
Ahn Hyeon-beom erlernte das Fußballspielen in der Schulmannschaft der Bupyeong High School sowie in der Universitätsmannschaft der Dongguk University. Seinen ersten Profivertrag unterschrieb er 2015 bei Ulsan Hyundai. Das Fußballfranchise aus Ulsan, einer Stadt im Südosten von Südkorea, spielte in der höchsten Liga des Landes, der K League Classic. Nach einer Saison wechselte er 2016 zum Ligakonkurrenten Jeju United nach Jeju-si. 2017 wurde er mit dem Klub Vizemeister hinter dem Titelträger Jeonbuk Hyundai Motors. Von Januar 2018 bis August 2019 spielte er beim Asan Mugunghwa FC in Asan. Asan Mugunghwa FC ist eine sportliche Abteilung des südkoreanischen Militärs und spielte in der zweiten Liga, der K League 2. Daher besteht der Kader des Clubs aus jungen professionellen Fußballspielern, welche gerade ihren Militärdienst ableisten. Aufgrund des militärischen Status des Franchises ist es ihm nicht erlaubt, ausländische Spieler zu verpflichten. Mit dem Franchise wurde er 2018 Meister der zweiten Liga. Im August 2019 kehrte er zu Jeju United zurück.

## Erfolge und Auszeichnungen

### Erfolge
Asan Mugunghwa FC
- K League 2: 2018

### Auszeichnungen
- K League 1: Nachwuchsspieler des Jahres 2016